# Theodoros Pangalos (tướng lĩnh)
Trung tướng Theodoros Pangalos (tiếng Hy Lạp: Θεόδωρος Πάγκαλος; 11 tháng 1 năm 1878 – 26 tháng 2 năm 1952) là tướng lĩnh, chính trị gia và nhà độc tài người Hy Lạp. Một sĩ quan tham mưu xuất chúng và một người Venizelist chống chủ nghĩa bảo hoàng sôi nổi, Pangalos đóng vai trò lãnh đạo trong cuộc nổi dậy tháng 9 năm 1922 hạ bệ Vua Konstantinos I và sự thành lập Đệ nhị Cộng hòa Hy Lạp. Vào tháng 6 năm 1925, Pangalos tiến hành một cuộc đảo chính không đổ máu, lên nắm quyền lực và được Quốc hội công nhận chỉ định làm Thủ tướng. Là một "nhà độc tài hợp hiến", ông điều hành đất nước cho đến khi bị lật đổ vào tháng 8 năm 1926. Từ tháng 4 năm 1926 cho đến khi bị hạ bệ, ông còn giữ chức Tổng thống Cộng hòa.